# Telegram Zimmermanna
     Granica północna Meksyku przed wojną amerykańsko-meksykańską (1846–1848)
     Terytorium Meksyku
     Tereny obiecane przez Zimmermanna (Arizona, Nowy Meksyk i Teksas)

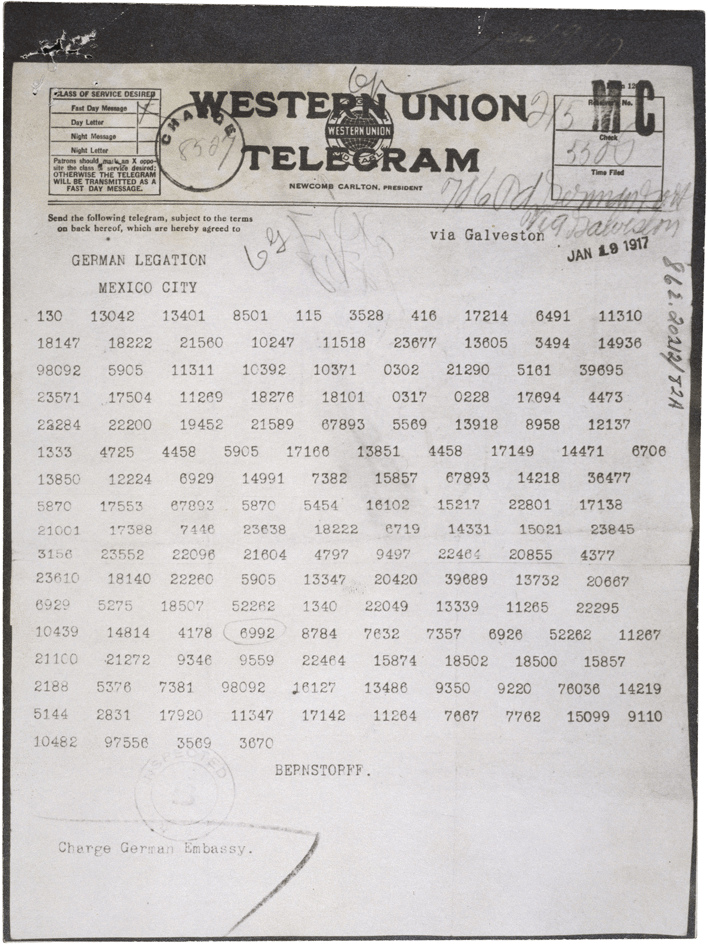
Oryginał zaszyfrowanego telegramu

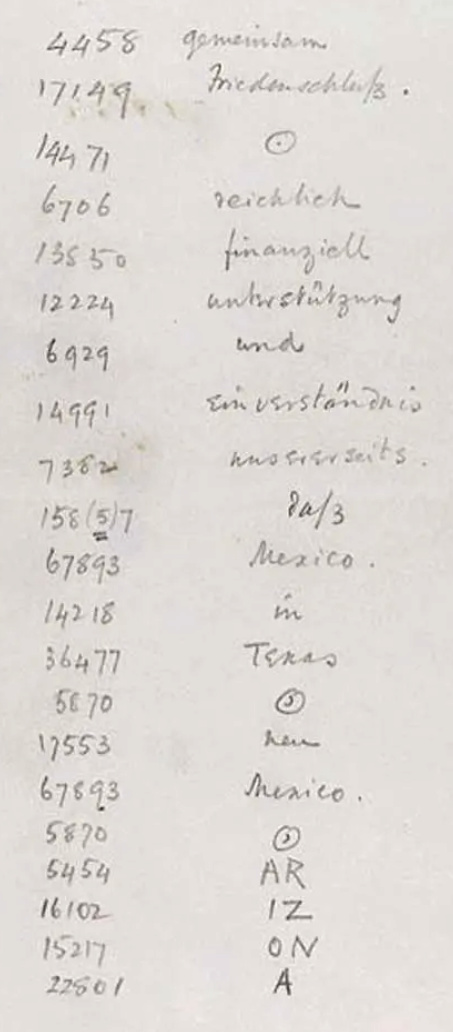
Fragment odszyfrowanej depeszy

Granica północna Meksyku przed wojną amerykańsko-meksykańską (1846–1848)
Terytorium Meksyku
Tereny obiecane przez Zimmermanna (Arizona, Nowy Meksyk i Teksas)

Telegram Zimmermanna (Nota/Depesza Zimmermanna) – zaszyfrowany telegram wysłany 16 stycznia 1917 (w czasie I wojny światowej) przez ministra spraw zagranicznych Cesarstwa Niemieckiego Arthura Zimmermanna do ambasadora Cesarstwa Niemieckiego w Meksyku Heinricha von Eckardta, za pośrednictwem ambasadora Cesarstwa w Stanach Zjednoczonych Johanna von Bernstorffa, transatlantyckim kablem telegraficznym. Bezpośrednia przyczyna zerwania stosunków dyplomatycznych Stanów Zjednoczonych z Cesarstwem Niemieckim, a następnie porzucenia przez USA polityki neutralności i wypowiedzenia wojny państwom centralnym w kwietniu 1917.

## Historia
Minister spraw zagranicznych Cesarstwa Niemieckiego zaproponował władzom Meksyku sojusz przeciwko Entencie i Stanom Zjednoczonym. Gdyby zawarto przymierze, Meksyk miał pomagać Państwom Centralnym w walce z europejskimi wrogami, w zamian Niemcy zobowiązywały się dopomóc w odzyskaniu ziem utraconych podczas wojny z USA, toczącej się w latach 1846–1848.
Zimmermann wysłał depeszę, wykorzystując łączność dyplomatyczną ambasady Stanów Zjednoczonych w Berlinie z ojczyzną za pomocą transatlantyckiego kabla podmorskiego, przebiegającego przez terytorium Wielkiej Brytanii. Brytyjska komórka dekryptażu, nazywana Room 40, niemal natychmiast odszyfrowała telegram, jednak admirał William Reginald Hall postanowił poczekać z ujawnieniem jego treści, gdyż w opinii Brytyjczyków takie działanie prowadziłoby tylko do zdemaskowania realnych możliwości służby kryptograficznej i skłoniłoby Niemców do zmiany szyfrów dyplomatycznych.
Z początkiem lutego Niemcy wznowiły nieograniczoną wojnę podwodną, mimo to prezydent Woodrow Wilson wahał się z przystąpieniem do wojny. W celu dostarczenia Amerykanom niezbitych dowodów wrogich zamiarów Niemiec, jednocześnie unikając dekonspiracji służby kryptograficznej, Hall polecił agentowi brytyjskiemu w Meksyku kradzież odszyfrowanej już kopii telegramu Zimmermanna. Akcja ta zakończyła się sukcesem i w marcu 1917 Brytyjczycy przekazali treść telegramu prezydentowi Wilsonowi. Niemcy aż do końca wojny nie odkryli faktu złamania szyfrów dyplomatycznych.
Ujawnienie depeszy przechwyconej przez Brytyjczyków było jednym z bodźców do przyłączenia się Stanów Zjednoczonych do wojny po stronie Ententy.
Treść telegramu

Zamierzamy rozpocząć 1 lutego nieograniczoną wojnę podwodną.
Pomimo to będziemy się starać, by Stany Zjednoczone Ameryki pozostały neutralne.
Na wypadek, gdyby się to nie powiodło, składamy Meksykowi propozycję sojuszu na następujących zasadach:
Razem prowadzimy wojnę, razem prowadzimy rokowania pokojowe, ofiarujemy hojne wsparcie finansowe i akceptujemy to, że Meksyk pragnie odzyskać utracone terytoria w Teksasie, Nowym Meksyku i Arizonie. Uzgodnienie szczegółów należy do Waszej Ekscelencji.
Proszę poinformować o powyższym prezydenta (Meksyku) w najgłębszej tajemnicy, gdy tylko wybuch wojny ze Stanami Zjednoczonymi będzie pewny, i dodatkowo zasugerować mu, że powinien, z własnej inicjatywy, poprosić Japonię o natychmiastowe dotrzymanie umowy i jednocześnie zostać pośrednikiem między nami a Japonią.
Proszę zwrócić uwagę prezydenta na fakt, że bezwzględne zaangażowanie naszych okrętów podwodnych stwarza nadzieję na to, że w kilka miesięcy Anglia będzie zmuszona do zawarcia pokoju.